# Stazione di Vila Nova de Gaia
La stazione di Vila Nova de Gaia (in portoghese Estação de Vila Nova de Gaia) è la principale stazione ferroviaria di Vila Nova de Gaia, Portogallo.